# بخش تونویان
بخش تونویان (به اسپانیایی: Departamento Tunuyán) یک منطقهٔ مسکونی در آرژانتین است که در استان مندوسا واقع شده‌است. بخش تونویان ۳٬۳۱۷ کیلومتر مربع مساحت و ۴۲٬۱۲۵ نفر جمعیت دارد.